# Usuli

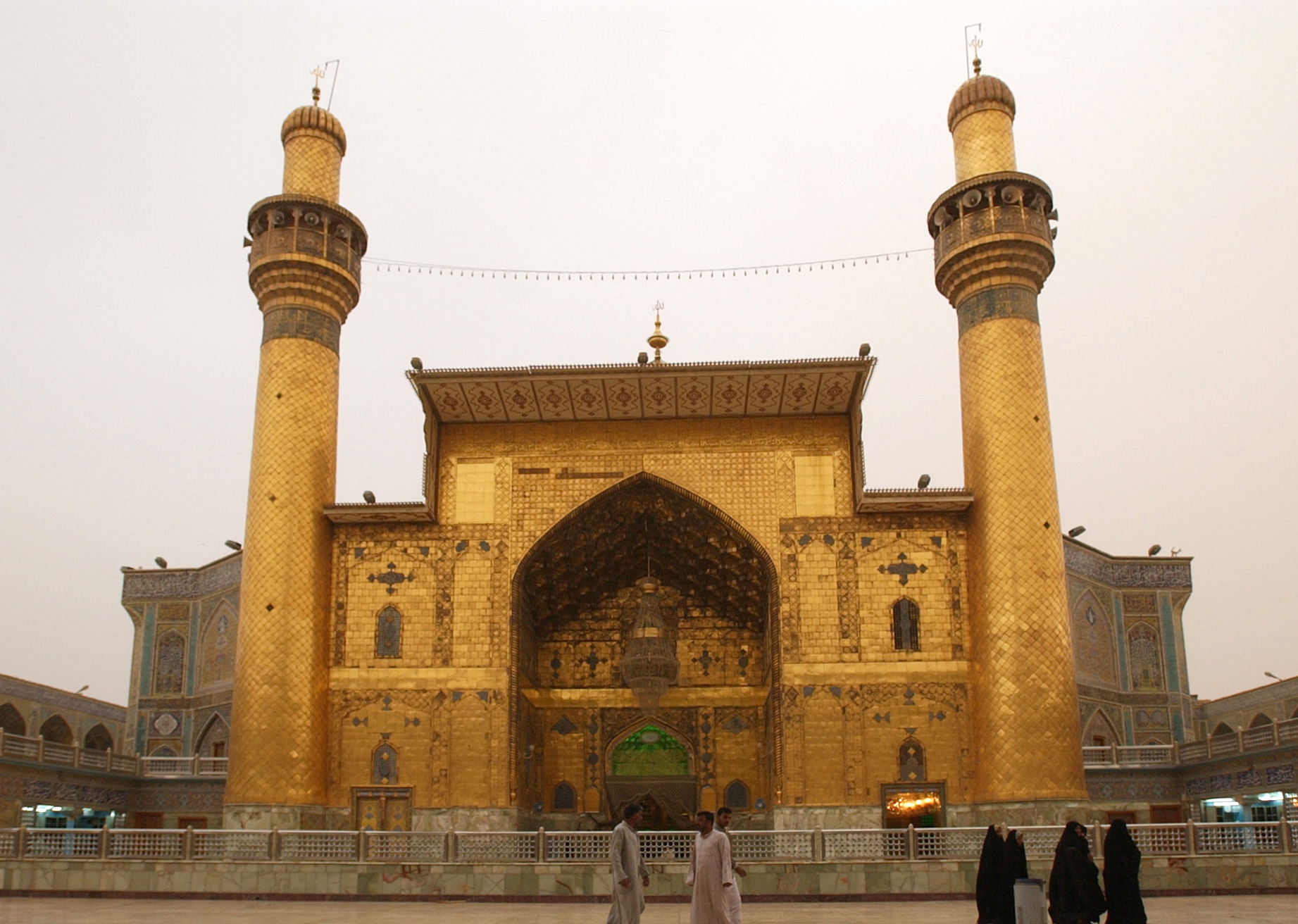
Moschea dell'Imam Ali a Najaf

Uṣūlī (in arabo الاصولية‎?, al-Uṣūliyya, dall'espressione araba Uṣūl al-fiqh, ossia "basi [del diritto islamico]") è il termine usato dalla corrente maggioritaria del movimento religioso sciita duodecimano. Essa differisce dall'attuale assai più esiguo gruppo rivale degli Akhbārī (presenti soprattutto in Bahrein) in quanto favorevoli all'uso dell'ijtihād, vale a dire dell'interpretazione autentica del dato coranico e della Sunna così com'è accolta ed elaborata dallo Sciismo, per promuovere l'elaborazione di nuove regole del fiqh islamico, oltre che all'attenta valutazione dei ḥadīth da respingere qualora riconosciuti come inaffidabili per logica formale o sostanziale, e all'obbligatorietà di ubbidire a un mujtahid quando questi sia impegnato a valutare se un comportamento umano sia da considerare, o meno, islamicamente corretto.
Sin dal frazionamento conosciuto degli Akhbārī alla fine del XVIII secolo, quella uṣūlī è diventata la scuola dominante dello sciismo duodecimano (o "imamita", che dir si voglia) e attualmente costituisce la stragrande maggioranza della Shīʿa duodecimana.

## Antefatti
Gli Uṣūlī credono che le collezioni di ḥadīth contengano tradizioni caratterizzate da diverse gradazioni di affidabilità e che sia necessaria un'analisi critica per asserirne l'autorevolezza. Al contrario, gli Akhbārī credono che l'uniche fonti del diritto islamico siano il Corano e i ḥadīth che costituiscono la Sunna sciita, ovverosia quella contenuta dei Quattro Libri: ognuna di queste fonti è per essi affidabile in via di principio, e al di fuori di esse non esiste autorità competente per promulgare e dedurre ulteriori regole giuridiche.
Invece, per stabilire l'affidabilità di un ḥadīth, gli Uṣūlī credono che il compito dello studiosi della Legge islamica sia quello di stabilire principi di applicazione generale (Usul al-fiqh), da cui possono essere estrapolate regole generali per via deduttiva.
Il predominio degli Uṣūlī sugli Akhbārī si verificò verso la metà del XVIII secolo, quando Muhammad Baqir Behbahani portò gli Uṣūlī a prevalere "mandando in rotta completa gli Akhbārī a Karbalā e Najaf", cosicché "solo un pugno di ʿulamāʾ sciiti rimane oggi di orientamento akhbārī."